# Filby
Pour les articles homonymes, voir Filby (homonymie).
Filby est un village et une paroisse civile du comté de Norfolk, en Angleterre. Elle s'étend sur 5,8 km² pour une population de 740 habitants.